# 浮羽郡

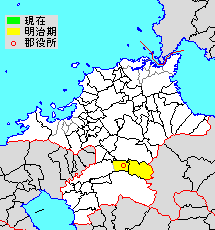
福岡県浮羽郡の位置

浮羽郡（うきはぐん）は、福岡県にあった郡。

## 郡域
1896年（明治29年）に行政区画として発足した当時の郡域は下記の区域にあたる。
- 久留米市の一部（田主丸町各町）
- うきは市の全域

## 歴史
- 明治29年（1896年）

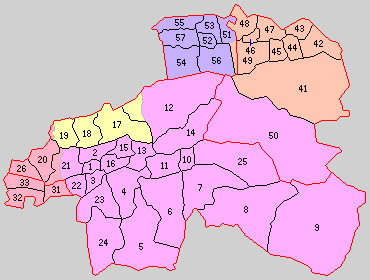
41.姫治村 42.山春村 43.大石村 44.椿子村 45.浮羽村 46.吉井町 47.千年村 48.江南村 49.福富村 51.船越村 52.田主丸町 53.水分村 54.竹野村 55.柴刈村 56.水縄村 57.川会村（紫：久留米市 桃：八女市 橙：うきは市 1 - 24は上妻郡 31 - 33は下妻郡 ）

  - 4月1日 - 郡制の施行のため、竹野郡および生葉郡の一部の区域をもって発足。以下の町村が所属。（2町14村）
    - 旧・竹野郡（1町6村） - 船越村（現・久留米市、うきは市）、田主丸町、水分村、竹野村、柴刈村、水縄村、川会村（現・久留米市）
    - 旧・生葉郡（1町8村） - 姫治村、山春村、大石村、椿子村、浮羽村、吉井町、千年村、江南村、福富村（現・うきは市）

  - 7月1日 - 郡制を施行。郡役所が田主丸町に設置。
- 昭和4年（1929年）4月1日 - 椿子村・浮羽村が合併して御幸村が発足。（2町13村）
- 昭和26年（1951年）
  - 1月1日 - 御幸村が町制施行して御幸町となる。（3町12村）
  - 4月1日（3町8村）
    - 御幸町が姫治村・山春村・大石村を編入のうえ改称して浮羽町となる。
    - 川会村・柴刈村が合併して筑陽村が発足。
- 昭和29年（1954年）12月1日 - 田主丸町・水分村・筑陽村・水縄村・竹野村および船越村の一部（船越・秋成および長栖・鷹取の各一部）が合併し、改めて田主丸町が発足。（3町4村）
- 昭和30年（1955年）1月1日 - 船越村・江南村・福富村・千年村・吉井町が合併し、改めて吉井町が発足。（3町）
- 平成17年（2005年）
  - 2月5日 - 田主丸町が久留米市に編入。（2町）
  - 3月20日 - 浮羽町・吉井町が合併してうきは市が発足。同日浮羽郡消滅。

### 変遷表
| 明治22年以前 | 旧郡   | 明治29年2月26日 | 明治29年 - 昭和19年  | 昭和20年 - 昭和64年   | 昭和20年 - 昭和64年         | 平成1年 - 現在                | 現在     |
| ------------ | ------ | --------------- | -------------------- | --------------------- | --------------------------- | ----------------------------- | -------- |
|              | 竹野郡 | 田主丸町        | 田主丸町             | 田主丸町              | 昭和29年12月1日 田主丸町    | 平成17年2月5日 久留米市に編入 | 久留米市 |
|              | 竹野郡 | 水分村          | 水分村               | 水分村                | 昭和29年12月1日 田主丸町    | 平成17年2月5日 久留米市に編入 | 久留米市 |
|              | 竹野郡 | 川会村          | 川会村               | 昭和26年4月1日 筑陽村 | 昭和29年12月1日 田主丸町    | 平成17年2月5日 久留米市に編入 | 久留米市 |
|              | 竹野郡 | 柴刈村          | 柴刈村               | 昭和26年4月1日 筑陽村 | 昭和29年12月1日 田主丸町    | 平成17年2月5日 久留米市に編入 | 久留米市 |
|              | 竹野郡 | 水縄村          | 水縄村               | 水縄村                | 昭和29年12月1日 田主丸町    | 平成17年2月5日 久留米市に編入 | 久留米市 |
|              | 竹野郡 | 竹野村          | 竹野村               | 竹野村                | 昭和29年12月1日 田主丸町    | 平成17年2月5日 久留米市に編入 | 久留米市 |
|              | 竹野郡 | 船越村          | 船越村               | 船越村                | 昭和29年12月1日 田主丸町    | 平成17年2月5日 久留米市に編入 | 久留米市 |
|              | 竹野郡 | 船越村          | 船越村               | 船越村                | 昭和30年1月1日 吉井町       | 平成17年3月20日 うきは市      | うきは市 |
|              | 生葉郡 | 吉井町          | 吉井町               | 吉井町                | 昭和30年1月1日 吉井町       | 平成17年3月20日 うきは市      | うきは市 |
|              | 生葉郡 | 千年村          | 千年村               | 千年村                | 昭和30年1月1日 吉井町       | 平成17年3月20日 うきは市      | うきは市 |
|              | 生葉郡 | 福富村          | 福富村               | 福富村                | 昭和30年1月1日 吉井町       | 平成17年3月20日 うきは市      | うきは市 |
|              | 生葉郡 | 江南村          | 江南村               | 江南村                | 昭和30年1月1日 吉井町       | 平成17年3月20日 うきは市      | うきは市 |
|              | 生葉郡 | 浮羽村          | 昭和4年4月1日 御幸村 | 昭和26年1月1日 町制   | 昭和26年4月1日 改称 浮羽町  | 平成17年3月20日 うきは市      | うきは市 |
|              | 生葉郡 | 椿子村          | 昭和4年4月1日 御幸村 | 昭和26年1月1日 町制   | 昭和26年4月1日 改称 浮羽町  | 平成17年3月20日 うきは市      | うきは市 |
|              | 生葉郡 | 姫治村          | 姫治村               | 姫治村                | 昭和26年4月1日 御幸町に編入 | 平成17年3月20日 うきは市      | うきは市 |
|              | 生葉郡 | 大石村          | 大石村               | 大石村                | 昭和26年4月1日 御幸町に編入 | 平成17年3月20日 うきは市      | うきは市 |
|              | 生葉郡 | 山春村          | 山春村               | 山春村                | 昭和26年4月1日 御幸町に編入 | 平成17年3月20日 うきは市      | うきは市 |

## 行政
歴代郡長
| 代 | 氏名 | 就任年月日               | 退任年月日                | 備考                   |
| -- | ---- | ------------------------ | ------------------------- | ---------------------- |
| 1  |      | 明治29年（1896年）4月1日 |                           |                        |
|    |      |                          | 大正15年（1926年）6月30日 | 郡役所廃止により、廃官 |